# سیارک ۱۲۵۵
سیارک ۱۲۵۵ (به انگلیسی: 1255 Schilowa، نامگذاری:1932NC) هزار و دویست و پنجاه و پنجمین سیارک کشف شده‌است که در ۸ ژوئیه ۱۹۳۲ و در رصدخانه سایمیز کشف شد.
قدر مطلق سیارک برابر ۱۰٫۲۰ است.